# Pfrontener Wasenmoos und Moore bei Hopferau
Pfrontener Wasenmoos und Moore bei Hopferau este o arie protejată (arie specială de conservare — SAC, sit de importanță comunitară — SCI) din Germania întinsă pe o suprafață de 156,57 ha, integral pe uscat.

## Localizare
Centrul sitului Pfrontener Wasenmoos und Moore bei Hopferau este situat la coordonatele 47°35′38″N 10°35′15″E / 47.5939°N 10.5875°E.

## Înființare
Situl Pfrontener Wasenmoos und Moore bei Hopferau a fost declarat sit de importanță comunitară în noiembrie 2004 pentru a proteja 1 specie de plante și 4 specii de animale. Situl a fost protejat și ca arie specială de conservare în aprilie 2016.

## Biodiversitate
Situată în ecoregiunea continentală, aria protejată conține 9 habitate naturale: Cursuri de apă de la nivel de câmpie la nivel montan, cu vegetație Ranunculion fluitantis și Callitricho-Batrachion, Pajiști cu Molinia pe soluri calcaroase, turboase sau argilos-nămoloase (Molinion caeruleae), Liziere de ierburi înalte hidrofile de câmpie și de nivel montan până la alpin, Fânețe de joasă altitudine (Alopecurus pratensis, Sanguisorba officinalis), Turbării active, Mlaștini oligotrofe degradate, capabile încă de regenerare naturală, Mlaștini turboase de tranziție și turbării mișcătoare, Mlaștini alcaline, Mlaștini împădurite.
La baza desemnării sitului se află mai multe specii protejate:
- plante (1): Hamatocaulis vernicosus
- nevertebrate (4): fluturele auriu (Euphydryas aurinia), phengaris nausithous (Maculinea nausithous), Vertigo angustior, Vertigo geyeri